# Cliff Wells
W.R. Clifford Wells, detto Cliff (Indianapolis, 17 marzo 1896 – Garland, 15 agosto 1977), è stato un allenatore di pallacanestro e dirigente sportivo statunitense, membro del Naismith Memorial Basketball Hall of Fame dal 1972 in qualità di contributore.
Ha allenato a livello di high school in Indiana già dal 1919, vincendo 50 tornei a livello regionale e locale. Dal 1945 al 1963 ha guidato la Tulane University.
Dal 1963 al 1966 è stato direttore del Naismith Memorial Basketball Hall of Fame. Fu inoltre membro della NABC, di cui fu presidente nel 1958.